# Žitomislići
Žitomislići su naseljeno mjesto u gradu Mostaru, Federacija Bosne i Hercegovine, BiH.

## Povijest
Žitomislići su naseljeni još u rimsko doba. U Žitomislićima su nađeni ostaci starokršćanske bazilike.

## Stanovništvo
| Žitomislići        |              |
| godina popisa      | 1991.        |
| Srbi               | 187 (94,44%) |
| Hrvati             | 6 (3,03%)    |
| Muslimani          | 0            |
| Jugoslaveni        | 5 (2,52%)    |
| ostali i nepoznato | 0            |
| ukupno             | 198          |

| Žitomislići        |              |
| godina popisa      | 2013.        |
| Hrvati             | 760 (86,66%) |
| Srbi               | 114 (13,00%) |
| Bošnjaci           | 1 (0,11%)    |
| ostali i nepoznato | 2 (0,23%)    |
| ukupno             | 877          |